# Dornier Do 10
Дорньє Do 10 (нім. Dornier Do 10) — німецький одномоторний двомісний винищувач-парасоль, розроблений на початку 1930-х років німецькою авіабудівною компанією Dornier-Metallbauten GmbH, що залишився на стадії прототипу.

## Історія
Через обмеження Версальського договору щодо військової авіації, розробка винищувача німецьким конструктором Клаудіусом Дорньє почалася орієнтовно 1929 року. Метою було створення двомісного винищувача для повітряних сил Веймарської республіки. З метою збереження секретності машина вважалася «експериментальним літаком».
Спочатку літаку Управлінням озброєнь сухопутних військ (Heereswaffenamt) було присвоєно позначення Dornier C-1 (друга модифікація повинна була позначатися C-4), але через введення єдиної системи позначень літальних апаратів, проведеної в Німеччині з 1930-32 років, вона була змінена на Dornier Do 10. Виробництво машини здійснювалося на швейцарському заводі компанії Dornier в Альтенрайні, що дозволяло Кладіусу Дорньє оминати заборони Версальського мирного договору.
Перший прототип Do 10 (заводський номер [W.Nr.] 226; номер цивільної реєстрації D-1592) був оснащений 12-циліндровим рядним двигуном з рідинним охолодженням BMW VI 7.3 (703), що розвивав потужність 650 к.с. (485 кВт), і обертовим чотирилопатевим гвинтом. Виготовлення другого прототипу Do 10 (W.Nr. 227; D-1898) було завершено 1931 року.
25 липня 1931 року перший прототип Do 10 здійснив свій перший політ під керівництвом льотчика-випробувача Егона Фата. Під час випробувань довелося двічі збільшити площу та розміри вертикального оперення. Також під час тестування було зафіксовано флаттер. В результаті випробування були визнані невдалими, і машини, які не отримали замовлень на серійне виробництво, були відправлені до експериментального центру в Штаакені.

## Конструкція та дизайн
«Дорньє» Do 215 — одномоторний двомісний літак класичної аеродинамічної схеми з розташованим над фюзеляжем крилом і зі стійками шасі, що не прибираються.
Фюзеляж літака мав змішану конструкцію з фермою, звареною зі сталевих труб, і допоміжними шпангоутами. В ролі обшивки корпусу використовувалися листи металу, що покривали двигун і частину кабіни екіпажу, та полотно. У відкритій кабіні місця пілота та стрілка-спостерігача розміщувалися тандемом. Хвостове оперення було однокільовим з оснащеним підкосами стабілізатором.
Крило літака мало особливу параболічну форму, яка забезпечувала зниження лобового опору. Крило було встановлено над фюзеляжем і з'єднувалося з ним двома парами стійок, що кріпилися до бортів фюзеляжу на рівні середньої лінії та трубчастих лонжеронів консолей крила.
Основні стійки шасі мали триопорну пірамідальну конструкцію та були оснащені амортизаторами, великими колесами та обтічниками.
Силова установка складалася з одного 12-циліндрового рядного двигуна рідинного охолодження, встановленого в передній частині фюзеляжу на трубчастій моторній рамі і укладеного в капот з листового металу. Найцікавішою особливістю конструкції літака була поворотна моторна рама, яка на зльоті могла відхилятися на кілька градусів для зменшення довжини розбігу на поганих злітних майданчиках.
Залежно від часу та прототипу використовувалися двигуни різних виробників: британський 525-сильний (391 кВт) Rolls-Royce Kestrel IIIS, німецький 650-сильний (485 кВт) BMW VI 7.3 (703) та французький 690-сильний (515 кВт) Hispano-Suiza 12 Xbrc (або 12Ybre).
Озброєння літака складалося з чотирьох 7,92-мм кулеметів MG 08/15; два кулемети були встановлені в передній частині фюзеляжу та оснащені синхронізаторами, а ще два — в кабіні стрілка-спостерігача в рухомій установці.

## Модифікації
| Тип            | Двомісний винищувач | Двомісний винищувач | Двомісний винищувач | Двомісний винищувач |
| Двигун         | Rolls-Royce Kestrel IIIS | BMW VI 7.3 (703) | Hispano-Suiza 12 Xbrc (Ybre?) |                     |
| Потужність     | 391 кВт (525 к.с.) | 485 кВт (650 к.с.) | 515 кВт (690 к.с.) |                     |
| Розміри        | - Довжина: 10,60 м - Висота: 4,30 м - Розмах крил: 15,00 м - Площа крил: 32,40 м2                                                                                                | - Довжина: 10,50 м - Висота: 4,44 м - Розмах крил: 15,00 м - Площа крил: 32,40 м2 | - Довжина: 10,60 м - Висота: 4,30 м - Розмах крил: 15,00 м - Площа крил 32,40 м2                                                             |                     |
| Маса           | - Маса порожнього: 1 600 кг - Маса спорядженого: 2 300 кг - Максимальна злітна маса: 2 300 кг                                                                                    | - Маса порожнього: 2 200 кг - Маса спорядженого: 2 640 кг - Максимальна злітна маса: 2 640 кг | - Маса порожнього: 1 600 кг - Маса спорядженого: 2 640 кг                                                                                    |                     |

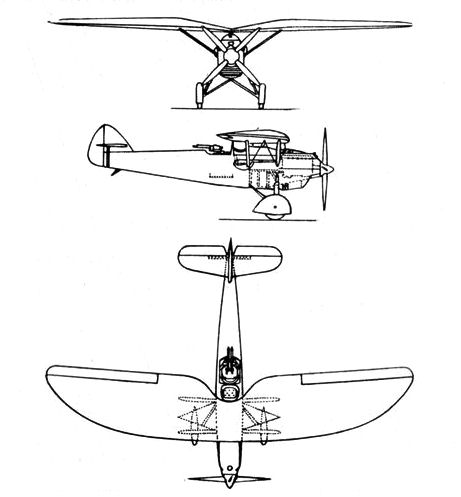
Схематичне зображення винищувача Dornier Do C4

| Характеристики | - Макс.швидкість: 278 км/год над рівнем моря - Макс.швидкість: 315 км/год на висоті 3 500 м - Бойовий радіус: 800 км - Бойова стеля: 9 100 м - Навантаження на крило: 71,0 кг/м2 | - Макс.швидкість: 288 км/год над рівнем моря - Крейсерська швидкість: 250 км/год - Швидкість підйому на 1000 м: 1' 54 « - Швидкість підйому на 5000 м: 12' 48» - Початкова швидкість підйому: 8,80 м/с - Бойовий радіус: 800 км - Бойова стеля: 7 500 м - Навантаження на крило: 81,0 кг/м2 | - Макс.швидкість: 272 км/год над рівнем моря - Макс.швидкість: 318 км/год на висоті 3 500 м - Бойовий радіус: 800 км - Бойова стеля: 9,500 м |                     |
| Озброєння      | 4 × 7,92-мм авіаційних кулемети MG-08 | 4 × 7,92-мм авіаційних кулемети MG-08 | 4 × 7,92-мм авіаційних кулемети MG-08 |                     |

## Літаки, схожі за ТТХ та часом застосування
- Supermarine Type 224
- Vickers Jockey
- Vickers Venom
- Breda Ba.27
- Fokker F.XII
- PZL P.11
- PZL P.24
- IAR-16
- І-14
- Boeing P-29
- Boeing XP-9
- Dewoitine D.371
- Dewoitine D.500
- Nakajima Ki-11
- Kawasaki Ki-5